# PKP Open Archives Harvester
PKP Open Archives Harvester призначено для накопичення та індексування вільно-доступних метаданих за протоколом OAI-PMH. Це вільне програмне забезпечення, що поширюється під ліценцією GNU General Public License. Програма повністю реалізована як вебзастосування і є кросплатформною, а її модульний підхід дозволяє нарощувати функціональність.
PKP Open Archives Harvester (надалі Harvester) створений та підтримується Public Knowledge Project  [Архівовано 13 жовтня 2015 у Wayback Machine.], Ванкувер, Канада. Система, спочатку розроблена для отримання метаданих статей відкритих журналів та публікацій відкритих конференцій, пізніше стала використовуватися і для будь-яких ресурсів, сумісних з протоколом OAI-PMH.
Програмний продукт реалізований на PHP версії 4.2 і працює із сервером баз даних MySQL версії 3.23.23 і вище або PostgreSQL, вебсервером можуть виступати як Apache від 2.0.4, так і Microsoft IIS 6.

## Можливості
Harvester версії 2 має такі властивості:
- Можливість збирати OAI метадані в різних схемах (форматах), наприклад, некваліфікованого DC, розширеного DC системи PKP (Open Journal Systems/Open Conference Systems, OSJ/OCS, http://pkp.sfu.ca/ojs [Архівовано 26 січня 2013 у Wayback Machine.]), MODS та MARCXML. Інші схеми підтримуються за допомогою плагінів.
- Підтримка простого й розширеного пошуку, використовуючи поля переходів (crosswalked fields) репозиторіїв, з яких збирається інформація. Можливо здійснювати розширений пошук для репозиторіїв з спільною схемою метаданих, коли використовуються поля з цієї схеми, або якщо схеми різні, але встановлені поля переходів.
- Можливість виконання гранулярного (агрегованого) збору метаданих.
- Легкість налаштування інтерфейсу користувача на основі шаблонів HTML і CSS.
- Масштабованість.
- Докладна документація користувача та розробника.

## Приклади застосування
- Пошуковий сервіс електронних архівів Українського Католицького Університету
- AmericanSouth
- Canadian Association of Research Libraries Harvester
- Digital Library for Information Science and Technology OAI Harvester [Архівовано 1 вересня 2008 у Wayback Machine.]
- DRTC's Search Digital Libraries
- IBICT — OASIS Harvester
- Petroleum Journals Online's Metadata Archive.
- PKP OA Harvester
- University of Glasgow's Harvester service for ePrints
- UTS Press Harvester [Архівовано 17 вересня 2008 у Wayback Machine.]

## Публікації
- Резниченко В. А., Новицкий А. В., Проскудина Г. Ю. (2007) Інтеграція наукових електронних бібліотек на основі протоколу OAI-PMH. Проблеми програмування (2). pp. 97-112. ISSN 1727-4907
- Coleman, A. & Roback, J. (2005). «Open Access Federation for Library and Information Science.» [Архівовано 20 вересня 2008 у Wayback Machine.] D-Lib Magazine, 11 (12). Retrieved November 30, 2006.
- Jordan, M. (2006). «The CARL metadata harvester and search service.» [Архівовано 28 вересня 2008 у Wayback Machine.] Library Hi Tech, 24(2), 197—210. Retrieved December 18, 2006,
- Kellogg, D. (2004). Open Source OAI Metadata Harvesting Tools. Retrieved November 30, 2006.